# Fyzikální terapie
Fyzikální terapie je součást fyzioterapie, využívající různé formy fyzikálních energií k léčbě a prevenci poruch (jak strukturálních tak funkčních) převážně pohybového systému.

## Historie
První doklady o využívání fyzikální terapie můžeme nalézt ve starověké Čině, tehdy ještě jednoduché studené zábaly nebo masáže. Ve středověké Evropě došlo k útlumu, tehdejší lázně sloužily spíše k zábavě než léčbě. O rozvoj fyzikální terapie v moderní době se mimo jiné zasloužil Vinzenz Priessnitz, jehož úspěchy v Jesenických lázních získaly uznání z řad lékařů.
Většina způsobů fyzikální terapie je vyvinuta z čistě empirického pozorování.

## Dělení dle formy energie

### Mechanoterapie
Využití mechanické energie (přetlak, podtlak, trakce, mechanické vlnění) k ovlivnění tkání (svaly, lymfa, krev). Do této kategorie se řadí terapie přístroji (trakce a pasivní pohyby), Vakuum-kompresní terapie (vystavení končetin střídavě přetlaku a podtlaku), Ultrazvuková terapie, která působí rozechvěním tkáně a zahříváním, a terapie rázovou vlnou. Pod tuto kategorii se nezařazuje masáž.

### Elektromagnetická terapie
Využití elektrických proudů a magnetického pole k ovlivnění nervů a svalů. Rozděluje se dle frekvence a zda je k aplikaci třeba kontaktu s kůží.
Pod kontaktní terapii spadají aplikace Galvanického (stejnosměrného) proudu, nízkofrekvenční proudy (do 1000 Hz) a středofrekvenční proudy (1-100 kHz). Pod bezkontaktní terapii spadají aplikace vysokofrekvenčních proudů (nad 100 kHz), distanční elektroterapie a magnetoterapie (magnetické pole indukuje elektrický proud ve tkáních lidského těla).

### Termoterapie
Aplikace tepla k vyvolání reakce autonomního nervového systému. Využití v balneoterapii i v domácí terapii. Dělí se na pozitivní (teplota aplikace je vyšší než teplota lidského těla), izotermní (teplota aplikace se totožná s teplotou lidského těla) a negativní (teplota aplikace je nižší než teplota lidského těla). Dále se dělí na celkovou (například kryokomora, sauna), nebo částečnou (parafínový zábal, studené obklady, ofukování chladným vzduchem).

### Fototerapie
Využití biostimulačních a fotochemických účinků fotonů. Nejčastěji se děli na nepolarizované a polarizované záření. Pod nepolarizované záření spadá aplikace viditelného světla, ultrafialové a infračervené záření. Pod polarizované záření spadá aplikace laseru a biolampy. Záření IR spektra by se dalo také zařadit do pozitivní termoterapie. UV záření se využívá spíše v dermatologii a kosmetice.

### Kombinovaná terapie
Ve fyzioterapii nejčastěji označuje kombinaci ultrazvukové terapie a elektroterapie, která se využívá pro své skvělé triggerlytické účinky. Jinak se kombinovat mohou další typy terapii, například tzv. "hydrogalvan" (aplikace galvanického proudu ve vodním prostředí).

## Dělení dle požadovaného účinku

### Analgetický účinek
Odstranění nebo oslabení bolestivých vjemů. Dělí se na primární účinek (ovlivnění senzitivních nervových vláken) a sekundární (ovlivnění metabolismu v tkáni s následným ultumením bolesti).
Pro primární analgetický účinek se využívá nízkofrekvenční a středofrekvenční elektroterapie, pro sekundární lze využít termoterapii, distanční elektroterapii, magnetoterapii a diatermii.
Před aplikací jakékoli analgetické metody je důležité zjistit příčinu bolesti.

### Myorelaxační účinek
Uvolnění svalových vláken. Pro tento účinek se využívá ultrazvuková terapie, elektroterapie, nebo kombinovaná terapie.

### Myostimulační účinek
Dráždění denervováných svalů pomocí elektroterapie, před určením parametrů impulsů je třeba změřit Hoorveg-Weissovu I/t křivku.

### Antiedematózní účinek
Odstranění otoku. Zde se využívá vakuum-kompresní terapie (s převahou přetlaku), ultrazvuková terapie, elektroterapie (např.: diadynamické proudy), negativní termoterapie.

### Trofotropní účinek
Podpora lokálního metabolismu buněk, cévního systému. Zde se nejlepšího a nejdéle trvajícího účinku dosáhne galvanoterapií (délka aplikace jedné procedury je 30-40 minut). Lze využít také fototerapie (biolampa, laser).

## Obecné kontraindikace fyzikální terapie
Fyzikální terapii nelze vždy aplikovat, obecně zakázána je mimo jiné při horečnatých stavech, nádorovém onemocnění. Pro aplikaci elektroterapie nesmí mít pacient kardiostimulátor nebo kovové implantáty. Čerstvá poranění kůže a jizvy také vyloučí aplikaci většinu fyzikálních terapií (s výjimkou fototerapie). Gravidita (těhotenství) je také obecnou kontraindikací. Dále aplikace FT na oblast štítné žlázy a hrtanu a poruchy citlivosti v místě aplikace. Krvácivé stavy jsou kontraindikované pro procedury, které mohou způsobit krvácení, především jsou to procedury mechanoterapie (trakce, ultrazvuk, vakuum- kompresní terapie,…). Při srdečním nebo dechovém selhávání je fyzikální terapie zakázána.